# Działdowo (gromada)
Działdowo (do 31 XII 1957 Wysoka) – dawna gromada, czyli najmniejsza jednostka podziału terytorialnego Polskiej Rzeczypospolitej Ludowej w latach 1954–1972.
Gromady, z gromadzkimi radami narodowymi (GRN) jako organami władzy najniższego stopnia na wsi, funkcjonowały od reformy reorganizującej administrację wiejską przeprowadzonej jesienią 1954 do momentu ich zniesienia z dniem 1 stycznia 1973, tym samym wypierając organizację gminną w latach 1954–1972.
Gromadę Działdowo z siedzibą GRN w mieście Działdowie (nie wchodzącym w jej skład) utworzono 1 stycznia 1958 w powiecie działdowskim w woj. olsztyńskim w związku z przeniesieniem siedziby GRN gromady Wysoka (bez wsi Gródki) z Wysokiej do Działdowa i zmianą nazwy jednostki na gromada Działdowo; równocześnie do nowo utworzonej gromady Działdowo włączono obszar zniesionej gromady Kurki oraz wieś Komorniki ze zniesionej gromady Klęczkowo w tymże powiecie.
31 grudnia 1967 do gromady Działdowo z gromady Niechłonin w tymże powiecie włączono odcinek rzeki Działdówki na granicy gromad Działdowo i Niechłonin (granicę obu gromad poprowadzono południowym brzegiem nowego koryta rzeki).
1 stycznia 1969 do gromady Działdowo włączono enklawy gruntów położone u styku granic powiatów działdowskiego, nidzickiego i mławskiego z gromady Kozłowo w powiecie nidzickim w tymże województwie.
1 stycznia 1972 do gromady Działdowo włączono tereny o powierzchni 766 ha z miasta Działdowo w tymże powiecie; z gromady Działdowo wyłączono natomiast część obszaru wsi Księżydwór (32 ha), włączając ją do Działdowa
Gromada przetrwała do końca 1972 roku, czyli do kolejnej reformy gminnej. 1 stycznia 1973 w powiecie działdowskim reaktywowano zniesioną w 1954 roku gminę Działdowo.